# Coniogramme purpurea
Coniogramme purpurea là một loài dương xỉ trong họ Pteridaceae. Loài này được R.D.Dixit & A.Das mô tả khoa học đầu tiên năm 1979.
Danh pháp khoa học của loài này chưa được làm sáng tỏ. 